# Nematoptychius
Nematoptychius è un genere estinto di pesci ossei a pinne raggiate (Actinopterygii), vissuto dal Viseano (Carbonifero inferiore) al Bashkiriano (Carbonifero superiore), e i suoi resti fossili sono stati ritrovati in Scozia, Belgio e Francia.

## Descrizione
Nematoptychius era un pesce dal corpo fusiforme e relativamente allungato. Il cranio di N. greenocki è lungo, con un sospensorio obliquo e un'orbita posizionata anteriormente. Le ossa suprascapolari si incontrano nella linea mediana, precedute da una singola coppia di ossa extrascapolari.
Le ossa del tetto cranico sono particolarmente ben conservate rispetto a molti altri paleonisciformi coevi. In alcuni esemplari il cranio è stato conservato tridimensionalmente, permettendo una ricostruzione dettagliata.
I parietali sono rettangolari, con margini anteriori appuntiti, e le suture con frontali e dermopterotici mostrano una dentellatura marcata. I frontali sono lunghi e si articolano con ossa come i dermopterotici, dermosfenotici e nasali. Anteriormente, un postrostale si inserisce a forma di V tra i frontali. La parete laterale del tetto cranico comprende tre ossa: dermopterotico, dermosfenotico e infraorbito-sopraorbitale; il dermopterotico è il più grande e si articola anteriormente con il dermosfenotico.

## Classificazione
Il genere Nematoptychius è stato istituito da Ramsay Traquair nel 1875, sulla base di resti fossili ritrovati in Scozia in terreni risalenti al Carbonifero e precedentemente descritti dallo stesso Traquair nel 1866 come Pygopterus greenocki. Oltre alla specie tipo Nematoptychius greenocki è nota anche la specie N. gracilis. è stato assegnato all’ordine Palaeonisciformes, un gruppo parafiletico di pesci ossei primitivi vissuti prevalentemente nel Paleozoico.